# Maestro de Urgel

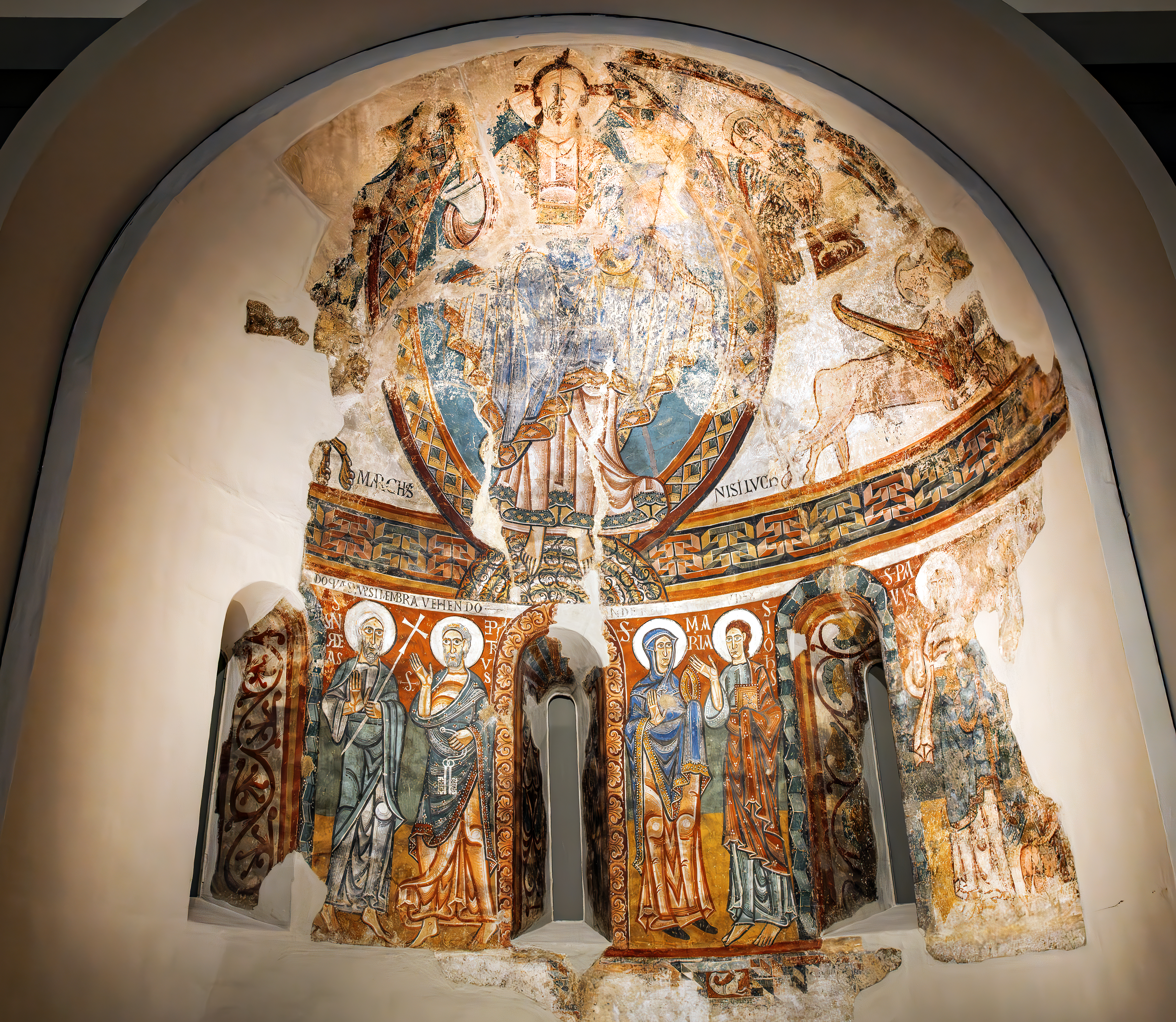
Antigua pintura mural del ábside de la iglesia de San Miguel, conservado en el MNAC.

El maestro de Urgel fue un pintor español de la primera mitad del siglo XII, está considerado como uno de los mejores en el arte de la pintura mural románica de Cataluña (España); es otro de los pintores con afinidad a la zona francesa que trabajó durante el primer cuarto del siglo XII, autor del los frescos de estilo italo-bizantino de la antigua iglesia de Sant Pere, llamada posteriormente de San Miguel, que está junto al claustro de la catedral de Santa María de Urgel. Recoge el tema del Pantocrátor que se comunica con otros personajes en forma de diálogo. Su técnica se manifiesta con un ritmo lineal trazos oscuros y colores azul y carmín más el empleo del negro puro.
Este maestro formó escuela de la que salieron artistas de la talla del maestro de Santa Coloma autor de las pinturas de varias iglesias del valle de Andorra.

## Obras
- Ábside de la Seo de Urgel